# Max Brown
Max Brown, né le 10 février 1981 à Ilkley, Angleterre, est un acteur et mannequin britannique connu pour avoir interprété les rôles de Danny Hartston dans la série télévisée Grange Hill, d'Edward Seymour dans la série Les Tudors et de l'officier de renseignements Dimitri Levendis dans la série MI-5.

## Biographie

### Jeunesse
Max Brown est né à Ilkley, dans le Yorkshire, mais il a passé l’essentiel de son enfance dans la ville de Shrewsbury, Shropshire, où il possède une résidence. Son père est fonctionnaire et sa mère travaille dans une œuvre de charité. Il a deux sœurs, Chloé (l’ainée) et Phoebe (la cadette).
Très tôt, Max Brown envisage de devenir acteur et de faire une école de cinéma. Il a d’ailleurs joué régulièrement au théâtre local de Shrewsbury.

### Vie privée
Il se marie le 18 décembre 2005 avec l’actrice Pollyanna Rose qu’il fréquentait depuis cinq ans. Il divorce en mai 2008 et en avril 2009 entame une relation avec la mannequin Annabelle Horsey. Ils se marient en juillet 2012. Leur premier enfant, une fille prénommée Lyla Primrose, est née le 13 mai 2013.

### Carrière
Max Brown a fait sa première apparition en jouant Danny Hartston dans la série Grange Hill (2001-2002).
Il interprète ensuite Kristian Hargreaves dans la série Hollyoak's (2002-2004). Il apparait également dans d’autres séries telles que Crossroads, Heartbeat, Mistresses, Foyle's War.
En 2008, il rejoint la distribution de la série Les Tudors et interprète Edward Seymour, jusqu’à la fin de la série en 2010. Edward est l’ambitieux frère ainé de la reine consort Jeanne Seymour, troisième épouse du roi Henri VIII d’Angleterre, joué par Anita Briem puis Annabelle Wallis.
Parallèlement, il interprète le rôle de Sam Grey dans la série Mistresses. En 2010, il est Adam Wainwright dans la série dramatique Foyle's War.
Cette même année, il intègre la série d’espionnage britannique MI-5 dans laquelle il joue l’officier de renseignements Dimitri Levendis jusqu'à la fin de celle-ci en 2011. Dans cette série, apparaissent également d’autres acteurs connus comme Peter Firth, Matthew Macfadyen, Sophia Myles et Richard Armitage.
En 2012, il rejoint la série télévisée américaine Beauty and the Beast pour y interpréter Evan Marks, un médecin qui travaille dans le même service que la détective Catherine Chandler jouée par Kristin Kreuk.
Parallèlement à sa carrière télévisuelle, il a fait des apparitions au cinéma (Turistas en 2006, Act of God en 2009, Love Tomorrow en 2011, Motorcycle Sweden en 2012).
En 2016, il est annoncé au casting de la série The Royals, dans le rôle du Prince Robert Henstridge. Cette même année, il rejoint l'Univers cinématographique Marvel en interprétant Michael Carter, le frère de Peggy Carter, dans la série Agent Carter. Il était prévu qu'il incarnerait le principal antagoniste de la saison 3 mais la série n'a pas été renouvelée. 

## Filmographie

### Cinéma
- 2019 : Downton Abbey de Michael Engler : Richard Ellis
- 2012 : Love Tomorrow de Christopher Payne : Dominic
- 2012 : Motorcycle Sweden de A.J. Johnston : Corto
- 2012 : Departure Date de Kat Coiro : Kyle
- 2011 : Flutter de Giles Borg : Wagner
- 2009 : Act of God de Jennifer Baichwal : Richard Short
- 2008 : Daylight Robbery de Paris Leonti : Doctor
- 2006 : Turistas de 	John Stockwell : Liam
- 2006 : True True Lie de Eric Styles : Chad
- 2002 : Fallen Angels de Ian David Diaz : Brad

### Télévision
- 2016 - 2018 : The Royals : le prince Robert Henstridge (personnage principal)
- 2016 : Agent Carter : Michael Carter (3 épisodes)
- 2015 : Sleepy Hollow : Angel Orion
- 2012 - 2013 : Beauty and the Beast : Dr. Evan Marks
- 2010 - 2011 : MI-5 : Dimitri Levendis
- 2008 - 2010 : Les Tudors : Edward Seymour
- 2010 : Foyle's War : Adam Wainwright
- 2008 : Mistresses : Sam Grey
- 2006 : Heartbeat : Pete Grimshaw
- 2005 : Casualty : Simon Broughton
- 2005 : Doctors : Kenny Parks
- 2005 : Down to Earth : Léon
- 2002 - 2004 : Hollyoaks : Kristian Hargreaves
- 2001 - 2002 : Crossroads : Mark Russell
- 2001 - 2002 : Grange Hill : Danny Hartston